# Równanie Nernsta-Plancka
Równanie Nernsta-Plancka – równanie zachowania masy w odniesieniu do ruchu cząsteczek w płynie. Opisuje zachowanie strumienia dyfuzji w obecności gradientu stężenia {\displaystyle \nabla c} i pola elektrycznego {\displaystyle E=-\nabla \phi .} Stanowi uogólnienie prawa Ficka na przypadek, kiedy dyfundujące cząsteczki oddziałują z polem elektrycznym.
Równanie Nernsta-Plancka dane jest jako:
{\displaystyle J=cu-D\nabla c-\mu c\nabla \phi ,}
gdzie:
{\displaystyle J} – strumień dyfuzji,
{\displaystyle c} – stężenie czasteczek,
{\displaystyle u} – prędkość płynu,
{\displaystyle D} – współczynnik dyfuzyjności,
{\displaystyle \phi } – potencjał elektryczny,
{\displaystyle \mu } – ruchliwość cząsteczek.
Wykorzystując równanie ciągłości, tj.:
{\displaystyle \nabla J+{\frac {\partial c}{\partial t}}=0,}
można zapisać równanie Nernsta-Plancka jako:
{\displaystyle {\frac {\partial c}{\partial t}}=-\nabla \left[cu-D\nabla c-\mu c\nabla \phi \right].}
Jeśli cząsteczki podlegające dyfuzji posiadają ładunek elektryczny, przemieszczając się powodują zmiany pola elektrycznego. Z tego względu równanie Nernsta-Plancka może być wykorzystane do opisu wymiany jonowej.